# Waihōpai River
Der Waihōpai River ist ein Fluss in der Region Marlborough auf der Südinsel von Neuseeland.

## Geographie
Der Waihōpai River entspringt rund 180 m östlich des 1758 m hohen Waihopai Saddle und rund 3,2 km westlich des 2003 m hohen Bergmassivs des Boundary. Von seinem Quellgebiet ab verfolgt der Fluss vornehmlich eine ostnordöstliche Richtung und stößt nach in etwa 42 km auf den Spray River, der seine Wässer als rechter Nebenfluss zuträgt. Rund 18 km vor seiner Mündung als rechter Nebenfluss in den Wairau River schwenkt der Waihōpai River nach dem rechtsseitigen Zufluss des Avon River in einem leichten Bogen nach Norden. Renwick, als nächstgrößerer Ort, ist vom Mündungsgebiet aus rund 7,5 km östlich zu finden und Blenheim, als nächstgrößere Stadt, befindet sich rund 18 km ebenfalls in östlicher Richtung.

## Waihōpai Dam
In einer Schleife des Flusses, die rund 1 km nordnordöstlich des 789 m hohen Benhopai zu finden ist, liegt der Waihōpai Dam, der zwischen 1925 und 1927 als eine aus Beton gefertigte 33 m hohe Bogenstaumauer errichtet wurde. Der Damm ist an seiner Basis 4,3 m dick ausgeführt und verjüngt sich zur Dammkrone auf 1,2 m. Aufgrund des Schlamms und des Kieses, die der Fluss ständig mit sich führt, ging man davon aus, dass der Stausee seine Funktion nur über rund zehn Jahre erfüllen kann. Mehrere technische Vorkehrungen, die in den Jahren vorgenommen wurden, sollten jedoch ein Zulaufen mit Schlamm und Kies schließlich verhindern. Rund 230 m östlich der Bogenstaumauer, die einen Radius von 30 m besitzt, befindet sich das Wasserkraftwerk, zu dem das Wasser über zwei Rohre zugeleitet werden kann.
Das Wasserkraftwerk erfuhr in den 1930er und 1960er Jahren jeweils eine Erweiterung, sodass es heute über eine maximale Kapazität von 2,5 MW Leistung verfügt und über das Jahr maximal 10,9 GWh Strom erzeugen kann.